# Aeolidioidea
Aeolidioidea es una superfamilia de babosas marinas del orden Nudibranchia.

## Taxonomía
A partir de 2019, la superfamilia Aeolidioidea estaba formada por las siguientes familias:
- Aeolidiidae Gray, 1827
- Babakinidae Roller, 1973
- Facelinidae Bergh, 1889
- Flabellinopsidae Korshunova, Martynov, Bakken, Evertsen, Fletcher, Mudianta, Saito, Lundin, Schrödl & Picton, 2017
- Glaucidae Gray, 1827
- Notaeolidiidae Eliot, 1910
- Piseinotecidae Edmunds, 1970
- Pleurolidiidae Burn, 1966

Los sinónimos de familias dentro de esta superfamilia incluyen:
- Caloriidae (aceptado como Facelinidae)
- Cratenidae (aceptado como Facelinidae)
- Favorinidae (aceptado como Facelinidae)
- Myrrhinidae (aceptado como Facelinidae)
- Phidianidae (aceptado como Facelinidae)
- Phyllodesmiidae (aceptado como Facelinidae)
- Protaeolidiellidae (aceptado como Pleurolidiidae)
- Spurillidae (aceptado como Aeolidiidae)

Gosliner y col. (2007) elevaron la subfamilia Babakininae, que estaba dentro de Facelinidae, al nivel de familia, como Babakinidae.